# Belaiba
Belaiba (în arabă بلعايبة) este o comună din provincia M'Sila, Algeria.
Populația comunei este de 27.404 locuitori (2008).